# Estación de Fuente Santa
Fuente Santa es una estación de ferrocarril situada en el municipio español de Santa Fe de Mondújar, en las cercanías de la pedanía gergaleña de Fuente Santa, en la provincia de Almería, comunidad autónoma de Andalucía. Actualmente no dispone de servicio de viajeros, aunque puede ser utilizada como apartadero para efectuar cruces entre trenes de viajeros y de mercancías.

## Situación ferroviaria
La estación se encuentra en el punto kilométrico 219,7 de la línea férrea de ancho ibérico Linares Baeza-Almería, entre las estaciones de Gérgal y de Santa Fe y Alhama. Consta de tres vías y dos andenes, uno central y uno lateral, además de un estrelladero. El tramo es de vía única y está electrificado.

## Historia
La estación fue construida en 1911 como apartadero para aprovechar la regeneración de las locomotoras eléctricas en retención que circulaban en sentido descendente. Las obras corrieron a cargo de la Compañía de los Caminos de Hierro del Sur de España, si bien a partir de 1916 las instalaciones pasaron a ser gestionada por la Compañía de los Ferrocarriles Andaluces. En 1929 se integró definitivamente en la red de «Andaluces». En 1941, con la nacionalización de los ferrocarriles de ancho ibérico, la estación pasó a manos de la recién creada RENFE. Fue conocida por ser la estación más aislada de todo el sistema ferroviario de España, pues solamente era accesible mediante el mismo ferrocarril o mediante vehículo todoterreno a través del cauce del cercano río Nacimiento —por el que habría que circular 10 km— mientras este se mantuviera seco. Desde enero de 2005, con la división de RENFE en Renfe Operadora y Adif, esta última es la titular de las instalaciones. 